# Estanislao Lluesma Uranga
Estanislao Lluesma Uranga (1909-1968) fue un médico, escritor y traductor español, exiliado en Argentina.

## Biografía
Nació en 1909 en Buenos Aires en una familia proveniente de España, país al que volvió a los pocos meses de su nacimiento. Médico de profesión, labor por la que destacó en España, fue traductor de obras de esta materia, por ejemplo de Paracelso. Con el fin de la guerra civil partió al exilio a Argentina, donde también cultivó la literatura. Falleció en 1968 en Buenos Aires.